# Symington Parish Church

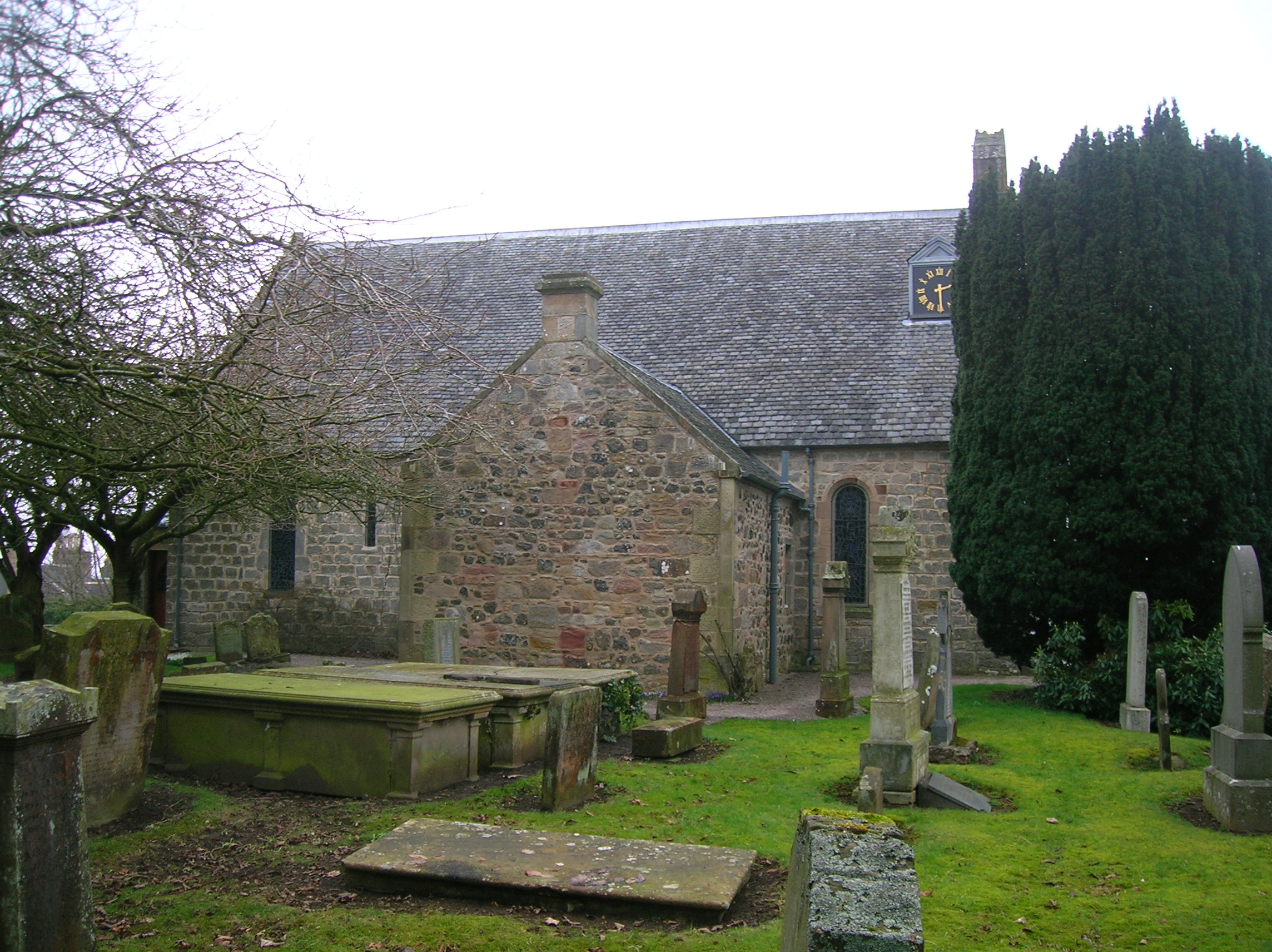
Symington Parish Church

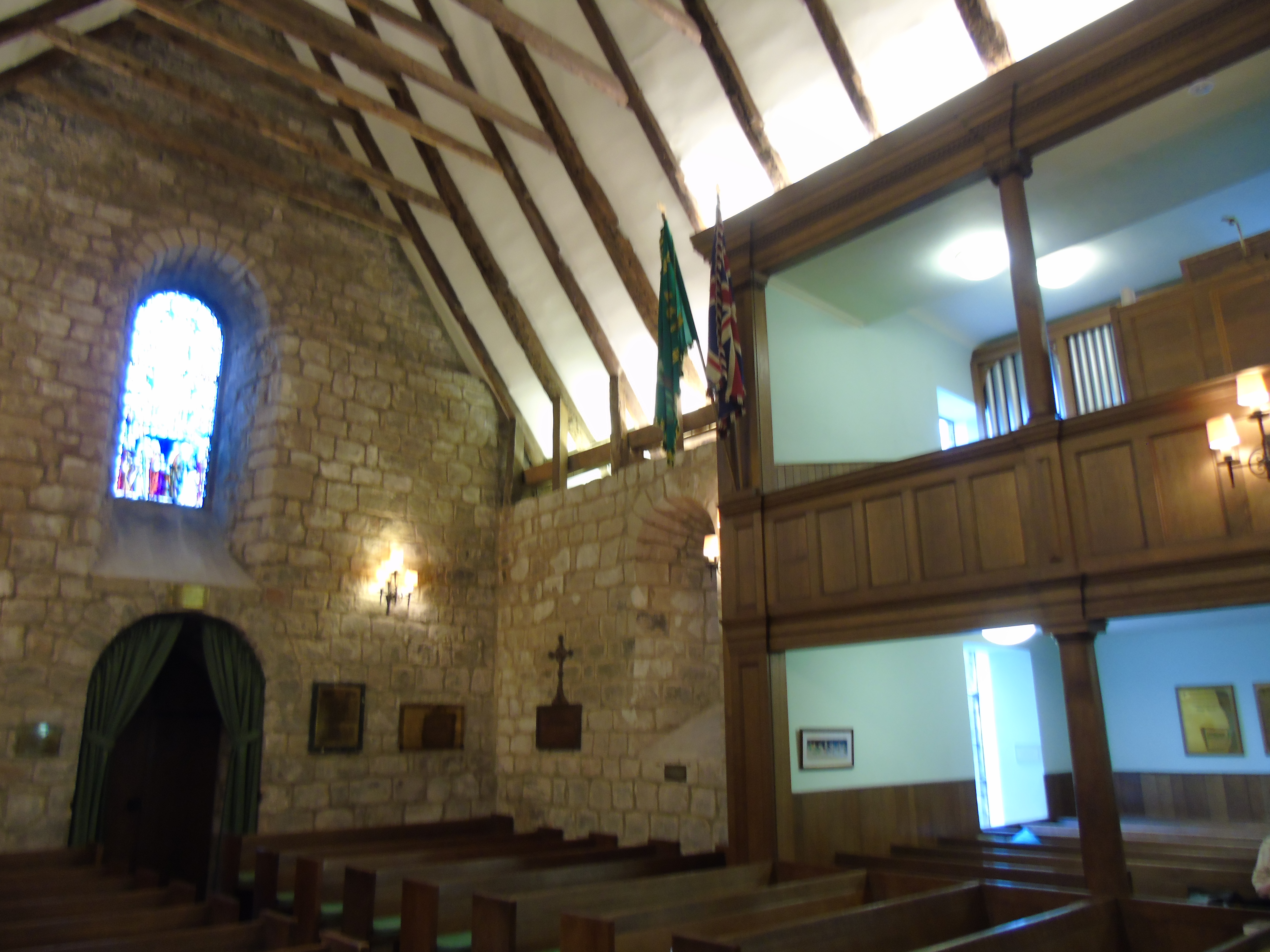
Innenraum

Die Symington Parish Church ist ein Kirchengebäude der presbyterianischen Church of Scotland in der schottischen Ortschaft Symington in der Council Area South Ayrshire. 1971 wurde das Bauwerk in die schottischen Denkmallisten zunächst in der Denkmalkategorie B aufgenommen. Die Hochstufung in die höchste Denkmalkategorie A erfolgte 1994. Die Kirche ist noch als solche in Verwendung.

## Geschichte
Symon Loccard ließ im Jahre 1160 eine Kirche an diesem Standort errichten. Der Name der Ortschaft Symington leitet sich von dessen Namen ab. Fragmente, im Wesentlichen das Langhaus, des heutigen Kirchenbaus stammen noch von der Kirche aus dem 12. Jahrhundert. Obschon das Gebäude im Laufe der Jahrhunderte stark verändert wurde, zählt man die Symington Parish Church zu den ältesten erhaltenen Kirchen Schottlands. Im Jahre 1750 wurde das Gebäude modernisiert und 1797 erweitert. Die letzte Restaurierung wurde 1919 vorgenommen.

## Beschreibung
Die Symington Parish Church liegt inmitten des umgebenden Friedhofs an der Einmündung der Brewlands Street in die Main Street am Südrand von Symington. Das Gebäude ist im normannischen Stil gestaltet und hat sich trotz der mehrfachen Überarbeitungen seinen mittelalterlichen Charakter bewahrt. Das 1,08 m mächtige Mauerwerk schließt eine Fläche von 14,25 m × 6,05 m ein. Die drei Achsen weite ostexponierte Giebelseite ist mit Gurtgesimse und drei schmalen Rundbogenfenstern gestaltet. Auf dem Giebel sitzt ein kleiner Dachreiter mit Geläut auf, der aus dem 18. Jahrhundert stammt. Möglicherweise wurden hier jedoch auch mittelalterliche Fragmente eingearbeitet. Auch der Anbau an der Nordseite stammt aus dem 18. Jahrhundert.